# Langsamer Walzer (Prokofjew)
Der langsame Walzer Cinderella und der Prinz ist ein Stück aus dem Ballett Cinderella oder Soluschka (Золушка) von Sergei Prokofjew. Begonnen wurde Cinderella Anfang der 1940er Jahre, kam aber, unterbrochen durch den Zweiten Weltkrieg, erst 1945 im Moskauer Bolschoi-Theater zu Aufführung. Der Walzer erscheint sowohl im zweiten Akt in der Ballszene als Tanz mit dem Prinzen, als auch im dritten Akt in der zweiten Szene, kurz vor dem Ende der Geschichte von Aschenputtel, als der Prinz sie anhand des passenden (vorher verlorenen) Schuhs erkennt. Er ist nie so populär geworden wie der große Walzer aus der Ballszene (Nr. 30) im zweiten Akt des Balletts. In überarbeiteter Form ist er aber Bestandteil von Prokofjews Konzertsuite op. 102 für Klavier aus dem Jahr 1944, in der neben dem Walzer fünf weitere Stücke aus Cinderella enthalten sind.

## Musikalische Struktur, Motive und Themen
Im Ballett erklingen kombinierte Motive des langsamen und des großen Walzers gegen Ende des dritten und letzten Akts als Erinnerung Cinderellas an die kurz vor Mitternacht spielende Ballszene aus dem zweiten Akt, kurz bevor der Prinz sie findet. Prokofjew hat in seinen Orchestersuiten op. 107 und 108 aus dem Jahr 1946 mit Stücken aus Cinderella dieses Prinzip der Kombination von Motiven als Erinnerung ebenfalls wieder aufgegriffen.
In Prokofjews Cinderellasuite op. 102 für Klavier (Sechs Stücke aus Cinderella) jedoch, die 1944 bereits vor der Uraufführung des Balletts erschien, und in der Orchestersuite op. 109 von 1946, ist der langsame Walzer aber ein eigenständiger durchkomponierter Satz. Er trägt den Titel Walzer: Cinderella und der Prinz (Вальс: Золушка и принц) und in op. 109 den Titel Langsamer Walzer (Медленный вальс).
Nach einer sehr leisen und langsamen fast unrhythmischen Einleitung von acht Takten, beginnt der für Ballettwalzer im Pas de deux typische schwingende Dreivierteltakt mit kräftigem Bass auf dem ersten Schlag und teilweise fremd und märchenhaft klingenden Akkorden auf den Schlägen zwei und drei in den folgenden acht Takten. Dann erscheint das erste Thema des Walzers mit 32 Takten. Dieses Thema ist stark synkopisiert und unterstreicht damit den leichtfüßig-tänzerischen Charakter der Szene aus dem dritten Akt. Die bisher elegant erscheinende Melodieführung über große Intervalle wird im zweiten Thema des Walzers durch Misstöne und einem lauten stampfenden Bass abgelöst, der auf die Handlung des Balletts hinweist, nämlich sowohl die hasserfüllte Wut von Cinderellas Stiefschwestern, die der Prinz im Gegensatz zu Cinderella verschmäht, aber vielleicht auch die Andeutung eines kurzen Streits zwischen Cinderella und ihrem geliebten Prinzen. Dieses Thema erstreckt sich über 16 Takte und wird wiederholt. Dann tritt wieder das elegante erste Walzerthema in leicht verfremdeter Form auf. Nach einer Überleitung erscheint das dritte Thema, dass nach 16 Takten in eine exotisch-märchenhafte Harmonik mit einer verhaltenen leidenschaftlich anmutenden Steigerung in Lautstärke und Tempo mündet. Nach einer Wiederholung mit wiederum kurzer leidenschaftlicher Steigerung und großen Akkorden, verklingt der Tanz, so wie er begann, immer langsamer in immer leiseren völlig harmonischen Tönen in einem E-Dur-Akkord.
Der amerikanische Schriftsteller und Musikjournalist Robert Cummings schreibt über den Walzer:  “[…] is sinister and suggests strife and anything but romance between Cinderella and the Prince” („[…] ist dunkel und deutet Streit an, alles andere als nur eine Romanze zwischen Cinderella und dem Prinzen“).